# Jaílma de Lima
Jailma Sales de Lima (Taperoá, 31 de dezembro de 1986) é uma atleta brasileira.
Até 2007 Jailma era uma atleta do heptatlo, e acumulou conquistas, como o quarto lugar no Mundial de Menores em 2003. Em 2005 chegou ao terceiro lugar na modalidade durante o Pan-Americano sub-23 de Sherbrooke, no Canadá. No ano seguinte foi campeã do Troféu Brasil de Atletismo e, em 2007, complicações no joelho e no pé provocaram uma queda de rendimento que impediu Jailma de obter índice para o Pan do Rio.
A mudança para os 400 metros implicou num treinamento completamente novo; antes concentrada em manter a média em diferentes modalidades, o foco passou a ser correr o mais rápido que pudesse.
Em 2008 foi aos Jogos Olímpicos de Pequim como reserva do revezamento 4 x 400 metros rasos e viu o Brasil ficar apenas na 13ª posição nas eliminatórias, portanto, fora da final.
Integrou a delegação que disputou os Jogos Pan-Americanos de 2011 em Guadalajara, no México, onde conquistou a medalha de prata no revezamento 4x400 metros ao lado de Geisa Coutinho, Bárbara de Oliveira e Joelma Sousa.